# 昂贝西坦
昂贝西坦（INN：omberacetam；研发代号：GVS-111），又称N-苯乙酰-l-脯氨酰甘氨酸乙酯，被宣传为一种益智药，是环甘氨酸-脯氨酸（cGP）的前体药物。其他名称包括商品名Noopept（俄语：Ноопепт）。
该药物的合成于1996年首次报道。它可以口服。截至2017年，其在人体内的代谢和消除半衰期尚不清楚。
该药物已被评估在治疗脑损伤和中风方面具有神经保护作用。

## 药理学
一项经常被引用的、最初用俄语发表的大鼠实验表明，Noopept通过“抗氧化作用、抗炎作用、抑制过量钙和谷氨酸的神經毒性以及改善血液流变性”发挥作用。大鼠研究表明，Noopept是内源性二肽环甘氨酸-脯氨酸的前体药物。环甘氨酸-脯氨酸是 AMPA受体的调节剂，其神经保护作用依赖于AMPA和TrkB受体的激活。在细胞培养中，环甘氨酸-脯氨酸增加了脑源性神经营养因子（BDNF）。
一些研究表明，Noopept的药理特性源于其作为缺氧誘導因子（HIF-1）激活剂的作用。而HIF-1在多种人类癌症中过表达。

## 剂量
Noopept的常用剂量为每日10-30毫克。然而，尚无确凿证据表明任何剂量的Noopept是最佳的。针对Noopept的人体试验很少，一项荟萃分析指出，动物研究中的剂量范围在0.1mg/kg体重到10mg/kg体重之间。此外，尚无任何长期研究，评估以任何特定剂量长期服用Noopept的持久影响，最长的人体研究持续了56天。